# Joy Behar

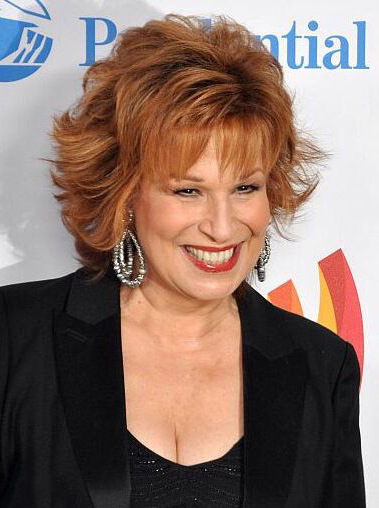
Joy Behar, 2010

Joy Behar (* 7. Oktober 1942 in Brooklyn, New York als Josephina Victoria Occhiuto) ist eine US-amerikanische Comedienne, Autorin, Schauspielerin und Moderatorin.
Behar ist seit 1997 Mitglied des Teams der Show „The View“. Sie spielte auch bei der Serie „Baby Boom“ mit. Im Juni 2016 wurde sie in den Brooklyn Walk of Fame im Brooklyn Botanic Garden aufgenommen. Behar moderierte auf WABC die „Joy Behar Show“.
Sie spielte bei den Filmen „Cookie“ mit Peter Falk, „This is My Life“ von Nora Ephron und Woody Allens „Manhattan Murder Mystery“ mit.
Ihr erstes Buch veröffentlichte sie 1999 unter dem Namen „Joy Shtick: Or What Is the Existential Vacuum and Does It Come with Attachments“. Insgesamt veröffentlichte sie 5 Bücher.

## Bibliografie
- 1999: “Joy Shtick: Or What Is the Existential Vacuum and Does It Come with Attachments”
- 2006: “Sheetzucacapoopoo: My Kind of Dog”
- 2007: “When You Need a Lift: But Don’t Want to Eat Chocolate, Pay a Shrink, or Drink a Bottle of Gin”
- 2009: “Sheetzucacapoopoo 2: Max Goes to the Dogs”
- 2017: “The Great Gasbag: An A–Z Study Guide to Surviving Trump World”

## Filmografie

### Filme
- 1987: Inkognito (Hiding Out)
- 1989: Cookie
- 1992: Showtime – Hilfe, meine Mama ist ein Star (This Is My Life)
- 1993: Manhattan Murder Mysterie
- 1996: Liebe und andere … (Love Is All There Is)
- 1996: 'M' Word
- 2009: Madea Goes to Jail
- 2011: Alles erlaubt – Eine Woche ohne Regeln (Hall Pass)

### Serien
- 1988–1989: Baby Boom (Fernsehserie, 13 Episoden)
- 1989–1990: It’s Garry Shandling’s Show (Fernsehserie, 2 Episoden)
- 1990: The Rock (Fernsehserie, Episoden unbekannt)
- 1998: Sports Night (Fernsehserie, Episode 1x11)
- 2000: Chaos City (Spin City, Fernsehserie, Episode 4x15)
- 2001: Bette (Fernsehserie, Episode 1x11)
- 2005: All My Children (Fernsehserie, Episode vom 14. September 2005)
- 2007: 30 Rock (Fernsehserie, Episode 1x13)
- 2009: Alles Betty! (Ugly Betty, Fernsehserie, Episode 3x33)
- 2010: The View (Fernsehserie, Episode vom 25. März 2010)
- 2016: Nashville (Fernsehserie, Episode 4x20)
- 2016: Crisis in Six Scenes (Miniserie, 3 Episoden)
- 2017: Daytime Divas (Fernsehserie, Episode 1x05)
- 2018: Crashing (Fernsehserie, Episode 2x03)
- 2024: Hacks (Fernsehserie, Episode 3x04)

## Synchronrollen

### Filme
- 2012: Ice Age 4 – Voll verschoben (Ice Age: Continental Drift) … als Eunice

### Serien
- 1995–1996: Dr. Katz, Professional Therapist (Fernsehserie, 2 Episoden) … als Joy
- 2001: Captain Buzz Lightyear – Star Command (Fernsehserie, Episode 1x62) … als 42